# Rachel (film, 2006)
Pour les articles homonymes, voir Rachel (homonymie).
Pour plus de détails, voir Fiche technique et Distribution.
Rachel est un court métrage franco-suisse réalisé par Frédéric Mermoud, sorti en 2006.

## Synopsis
Rachel fait régulièrement du baby-sitting le samedi chez un cadre d'une quarantaine d'années. Une fois le petit au lit, et le père parti, elle invite une copine, rejointe par deux garçons, et la soirée se transforme en fête improvisée.

## Présentation
Le personnage de Rachel est le même que dans L'Escalier. Le ton du film, tourné dans une cité française, est « inquiétant et sublime ». 
Jouant de la technique du clair-obscur pour donner de l'intensité aux différents plans et au jeu des acteurs, le film « évoque les sentiments ambigus de Rachel, l'insouciance et la légèreté des jeunes gens, la naissance du désir, sa sublimation ou sa déception ».
Selon le réalisateur, « [l]'idée, c'était de se rendre compte des détours que prend le personnage pour tomber amoureux ».

## Fiche technique
- Titre : Rachel
- Réalisation : Frédéric Mermoud
- Scénario : Frédéric Mermoud
- Production : Frédéric Mermoud et Damien Couvreur
- Décors : Fabienne Benisti
- Budget : 50 000 €
- Photographie : Thomas Hardmeier
- Montage : Sarah Anderson
- Son : Julien Gonzales, Florent Lavallée
- Musique : Sinner, Mig, Stéphane Scott
- Pays d'origine :  Suisse /  France
- Format : court métrage - Couleurs - 2,35:1
- Genre : drame
- Durée : 16 minutes
- Date de sortie : 24 juin 2006

## Distribution
- Éric Ruf : Stéphane
- Nina Meurisse : Rachel
- Matthieu Dessertine : Un copain de Rachel

## Sélections et nominations
Le court-métrage est projeté sur la Piazza Grande au Festival du film de Locarno en 2006, avant d'être présenté au Festival du film de Genève (Cinéma tout écran) et au Festival européen du film court de Brest.
Le film, nommé au Prix du cinéma suisse dans la catégorie court métrage en 2007 et au César du meilleur court métrage en 2008,, a reçu plusieurs distinctions :
- Festival international du film d'Amiens 2007 : prix Fémis[7]
- Festival international du film de Contis 2007 : mention spéciale[7]
- Festival international de cinéma d'Almería 2007 : prix du scénario[8]